# Cratere Tacquet
Tacquet è un cratere lunare di 6,43 km situato nella parte nord-orientale della faccia visibile della Luna.